# فرانكي ساذرلاند
فرانكي ساذرلاند (بالإنجليزية: Frankie Sutherland)‏ هو لاعب كرة قدم بريطاني في مركز الوسط، ولد في 6 ديسمبر 1993 في لندن في المملكة المتحدة. شارك مع منتخب جمهورية أيرلندا تحت 17 سنة لكرة القدم ومنتخب جمهورية أيرلندا تحت 20 سنة لكرة القدم ومنتخب جمهورية أيرلندا تحت 21 سنة لكرة القدم. أما مع النوادي، فقد لعب مع إيه أف سي ويمبلدون وكوينز بارك رينجرز ونادي بورتسموث ونادي كرولي تاون ونادي ليتون أورينت.

## وصلات خارجية
- فرانكي ساذرلاند على موقع الاتحاد الأوربي (الإنجليزية)
- فرانكي ساذرلاند على موقع قاعدة بيانات كرة القدم.إي يو (الإنجليزية)
- فرانكي ساذرلاند على موقع Soccerbase.com (لاعب) (الإنجليزية)
- فرانكي ساذرلاند على موقع AS.com (الإسبانية)